# Roma (pirofregata)
La Roma è stata una pirofregata corazzata della Regia Marina.

## Nome
La Roma del 1869 fu la prima nave militare a portare il nome della città eterna, che all'epoca della costruzione dell'unità non era ancora capitale d'Italia.
Successivamente nella Regia Marina altre navi militari (sempre unità maggiori) hanno portato il nome Roma: una corazzata pluricalibro della classe Regina Elena, che prese parte alla guerra italo turca e alla prima guerra mondiale per poi essere demolita negli anni venti, ed una nave da battaglia della classe Littorio, affondata con gravi perdite umane da aerei tedeschi il 9 settembre 1943, in seguito alle vicende che seguirono l'armistizio.

## Caratteristiche e costruzione
Impostata nei cantieri genovesi della Foce nel febbraio 1863 su progetto del generale ispettore del Genio Navale ingegner Giuseppe De Luca, la Roma poté essere consegnata solo nel maggio del 1869, dopo oltre sei anni di lavori.
Lo scafo era in legno, rivestito di piastre corazzate in ferro, dello spessore di 150 millimetri alla cintura e 120 millimetri al ridotto.  Oltre all'apparato motore a vapore la nave aveva due alberi a vele quadre ed uno a vele auriche (armamento velico a brigantino a palo) con circa 2.960 m2 di velatura, che successivamente avrebbe subito varie riduzioni.
L'armamento, formato inizialmente da 17 cannoni di differenti calibri, era disposto in batteria di fiancata, soluzione più antiquata di quella, a batteria centrale, adottata sulla gemella Venezia.

## Storia operativa
In servizio nel 1869, tre anni dopo la terza guerra d'indipendenza, la Roma non ebbe occasione di prendere parte ad operazioni militari di rilievo.
Tra il 1874 ed il 1875 la nave venne sottoposta a lavori di rimodernamento dell'armamento, che divenne composto da 11 cannoni da 250 mm.
Nel novembre del 1881 la corazzata, mentre si trovava nel porto di Napoli durante un violento uragano, ruppe gli ormeggi e venne sospinta ad urtare la pirofregata corazzata Principe Amedeo, ma nessuna delle due unità riportò danni rilevanti.
Nel 1890, ormai superata, la Roma cessò il servizio di squadra e, armata con cinque pezzi da 200 mm, venne adibita come batteria galleggiante nell'ambito del sistema difensivo della piazza navale di La Spezia.
Dopo la radiazione, avvenuta il 5 maggio 1895, la vetusta pirofregata rimase a La Spezia, impiegata come deposito munizioni. Il 28 luglio 1896, durante un temporale, l'ormai ex Roma venne colpita da un fulmine e prese fuoco: per evitare un'esplosione, che avrebbe potuto avere esiti catastrofici, la vecchia nave venne silurata ed affondata nel porto spezzino.
Dopo un mese il relitto della nave venne riportato a galla ed immediatamente avviato alla demolizione nell'Arsenale di La Spezia.